# Deesa
Deesa là một thành phố và khu đô thị của quận Banas Kantha thuộc bang Gujarat, Ấn Độ.

## Nhân khẩu
Theo điều tra dân số năm 2001 của Ấn Độ, Deesa có dân số 83.340 người. Phái nam chiếm 53% tổng số dân và phái nữ chiếm 47%. Deesa có tỷ lệ 61% biết đọc biết viết, cao hơn tỷ lệ trung bình toàn quốc là 59,5%: tỷ lệ cho phái nam là 69%, và tỷ lệ cho phái nữ là 52%. Tại Deesa, 15% dân số nhỏ hơn 6 tuổi.